# Neoechinorhynchus (Neoechinorhynchus) coiliae
Neoechinorhynchus (Neoechinorhynchus) coiliae is een soort haakworm uit het geslacht Neoechinorhynchus. De worm behoort tot de familie Neoechinorhynchidae. Neoechinorhynchus (Neoechinorhynchus) coiliae werd in 1939 beschreven door Yamaguti.